# Васин, Иван Романович
Иван Романович Васин — советский военный и государственный деятель, генерал-майор.

## Биография
Родился 25 ноября  1903 года в деревне Потапово. Член КПСС.
В РККА с 1927 года.
В 1927—1941 — курсант Орловского бронетанкового училища, слушатель курсов усовершенствования командного состава мотомеханизированных войск в Москве, командир роты в воинской части 1076 Забайкальского военного округа, командир отделения мототранспортного отряда в Монгольской народной республике, инструктор штаба и школы монгольской бронебригады, слушатель Военной Академии им. М. В. Фрунзе.
Участник Великой Отечественной войны: начальник оперативного отделения 102-й танковой дивизии, старший помощник начальника направления, заместитель начальника направления и для особых оперативных направлений при начальнике Главного оперативного управления Генштаба
В 1946—1964 — слушатель Высшей Военной Академии им. К. Е. Ворошилова, руководящий работник Главного оперативного управления Генерального штаба Вооруженных Сил, начальник 2-го направления Управления оперативной подготовки Главного штаба Сухопутных войск.
В отставке с 1964 года.
Умер в 1979 году в Москве. Похоронен на Головинском кладбище. Родственное захоронение.

## Награды
- Орден Ленина (1953)
- Орден Красного Знамени (1942, 1947)
- Орден Кутузова III степени (1945)
- Орден Отечественной войны II степени (1944)
- Орден Красной Звезды (1945)
- Орден Virtuti Militari 5 степени